# Marcin Wasielewski
Marcin Wasielewski (ur. 23 sierpnia 1994 w Poznaniu) – polski piłkarz występujący na pozycji obrońcy lub pomocnika w polskim klubie GKS Katowice.